# Centris amica
Centris amica är en biart som beskrevs av Jesus Santiago Moure 1960. Centris amica ingår i släktet Centris och familjen långtungebin. Inga underarter finns listade.